# Storia della chirurgia estetica

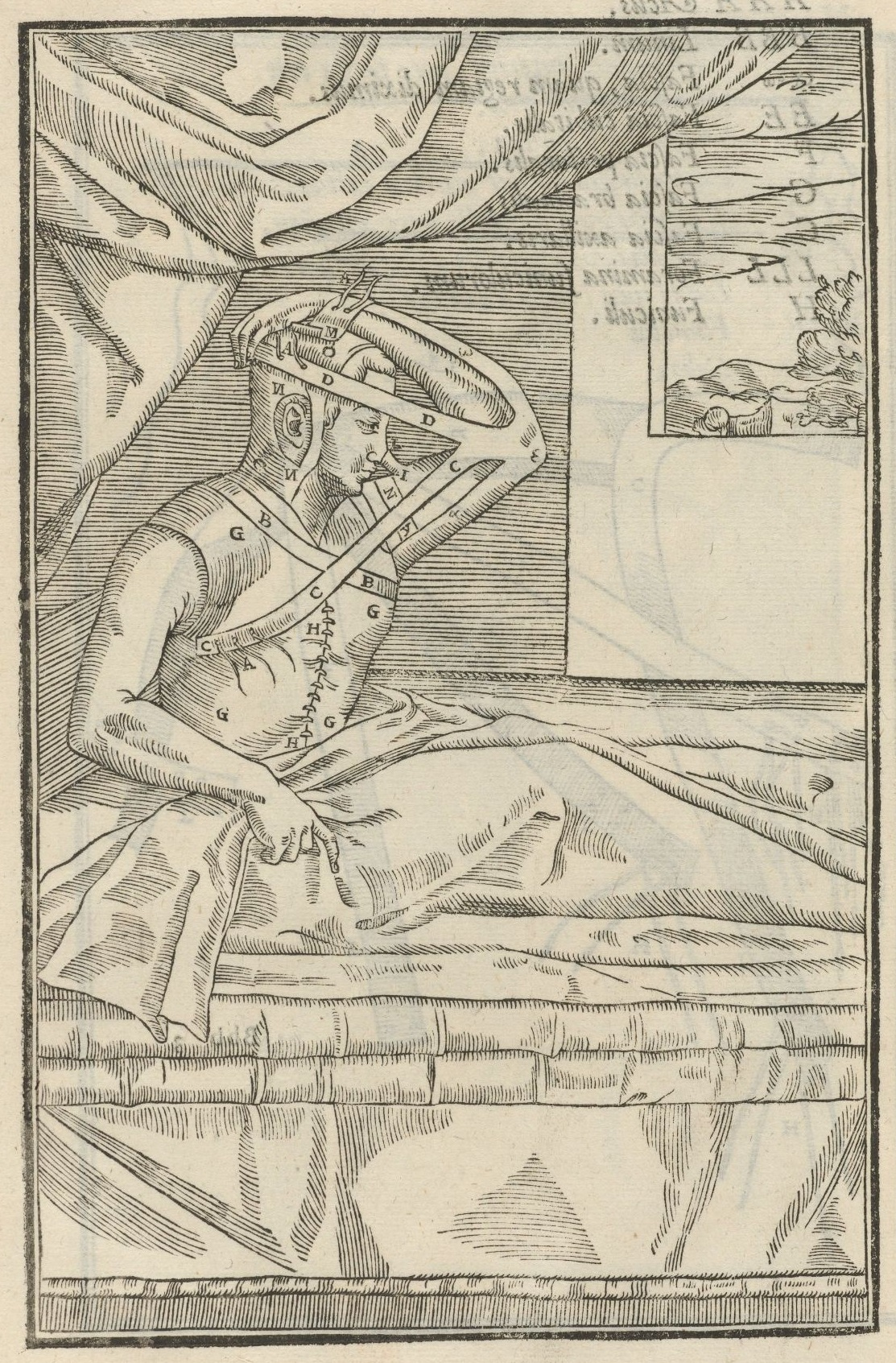
Gaspare Tagliacozzi, De curtorum chirurgia per insitionem (1597), Il cosiddetto metodo rinoplastico italiano, la ricostruzione del naso per mezzo di un lembo di pelle preso dal braccio, descritto per la prima volta da Tagliacozzi. Il metodo italiano si distingue da quello antico Indù, nel quale un lembo di pelle veniva prelevato dalla fronte.

La storia della chirurgia estetica inizia fin dai tempi antichi. Ne troviamo infatti cenno nei testi sacri indiani Veda e nel Corpus Hippocraticum. Intorno al XVI secolo la chirurgia estetica era nelle mani di barbieri e mestieranti come gran parte delle procedure chirurgiche. Oltre che per un miglioramento estetico, la chirurgia estetica fu vista, soprattutto negli Stati Uniti di fine Ottocento e inizi Novecento, come possibilità di assimilazione sociale.

## Le origini

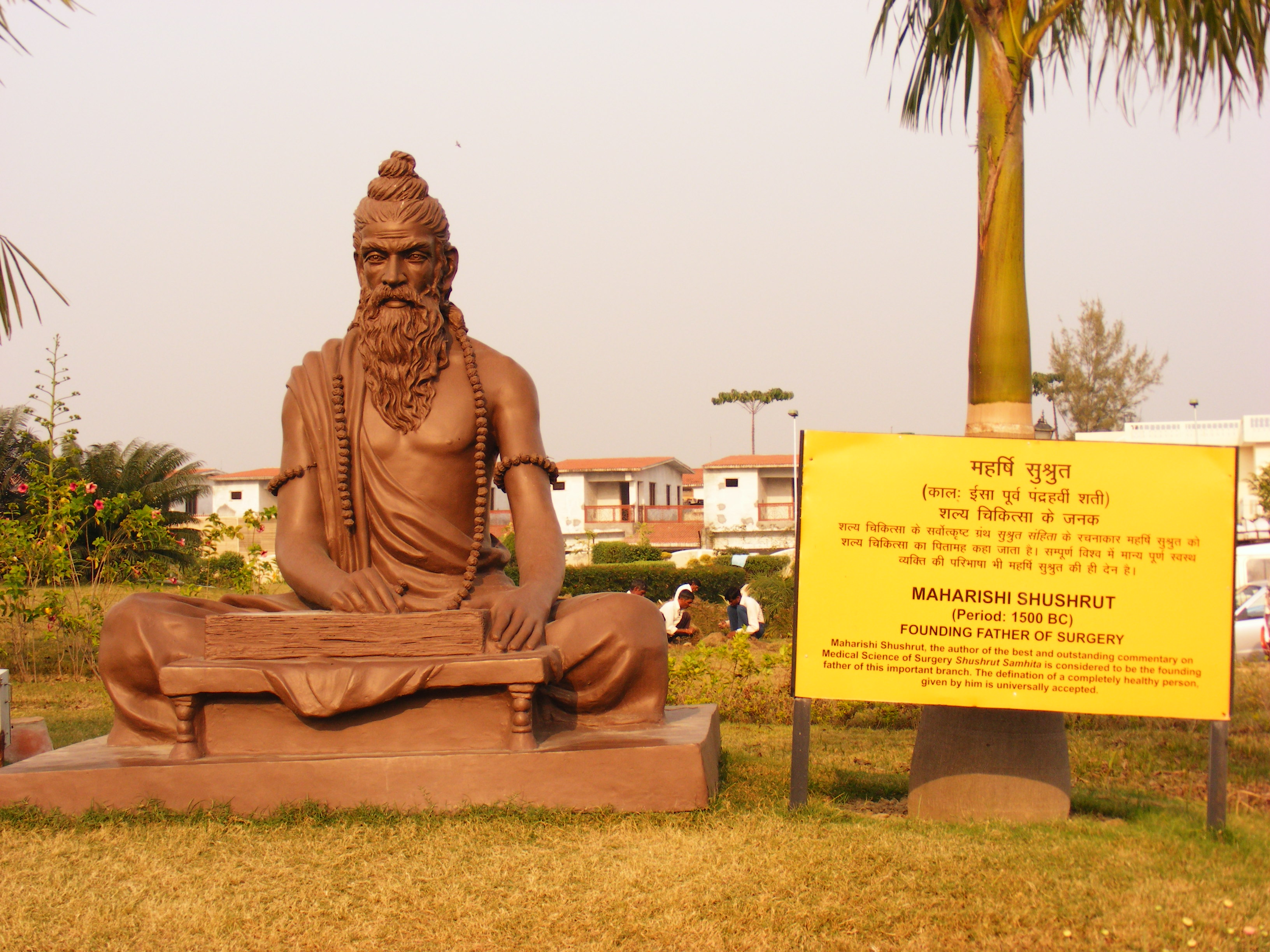
Monumento raffigurante Sushruta a Haridwar (India)

È in India che si fa risalire la pratica della chirurgia estetica: nei testi sacri, i Veda vi sono riferimenti espliciti a tentativi di innesti cutanei per fini ricostruttivi. 
Mentre secondo alcuni la chirurgia estetica e ricostruttiva sarebbero nate al fine di ricostruire o riparare parzialmente determinate parti del corpo danneggiate a causa dell'usuale pratica indiana della "mutilazione giudiziaria" (ossia l'amputazione di parti del corpo, tra cui principalmente il naso, in seguito alla trasgressione di alcune leggi Manu), altri reputano che queste discipline, inizialmente, videro la luce per ricostruire i lobi lacerati delle orecchie, danneggiati dall'eccessivo uso di orecchini estremamente pesanti. 
Per far ciò veniva utilizzato il cosiddetto metodo indiano; per la ricostruzione dell'orecchio il medico prelevava un lembo di guancia, sterilizzata con acqua calda e farina di riso fermentata, e successivamente la impiantava nella zona danneggiata usando miele, burro e polvere di argilla cotta, il tutto coperto da vari strati di lino e cotone.
La "rinoplastica" effettuata da Sushruta (definito iniziatore della chirurgia, tra cui anche quella estetica, vissuto tra l'800 e il 600 a.C.), invece, consisteva nel taglio di un lembo cutaneo sulla fronte del soggetto, successivamente ruotato e modellato mediante gambi di gigli e ali di uccelli per costruire prima la punta del naso e, in secondo tempo, per definire le narici e dare spessore alla zona in prossimità delle ossa nasali. Il Sushruta Samhita, documento del chirurgo indiano Sushruta, è da considerarsi il primo vero trattato di chirurgia estetica.
In esso Sushruta descriveva anche le procedure di cauterizzazione, di amputazione, di suturazione, l'arte della flebotomia e l'arte dell'estrazione.
In Grecia, nel Corpus Hippocraticum, Ippocrate fa riferimento a deformità e malformazioni del volto, citando tecniche ricostruttive derivanti proprio dall'India.
Nell'antica Roma poi, due dei più grandi medici del tempo, Galeno e Celso, si interessarono di ricostruzioni a fini estetici, tra cui correzioni del labbro, interventi alle orecchie e al naso.
Con il crollo dell'impero romano la chirurgia, applicata nei campi di battaglia e sui gladiatori, ebbe una fase di stallo.
Fu nell'XI secolo, grazie all'intensificarsi dei rapporti tra Oriente e Occidente, che si avviò un sincretismo culturale che diede grandi risultati anche in ambito medico. L'arrivo degli arabi nella penisola portò con sé anche l'arte e le tecniche mediche da loro praticate. La Scuola salernitana è forse da considerarsi l'esempio più emblematico di questo periodo di fusione del sapere medico arabo, latino, greco ed ebraico.
In questa fase la pratica medica era affidata alla classe religiosa. Erano i chierici coloro che si dedicavano a quest'arte rifacendosi all'antico spirito di carità, che in prima cosa doveva essere materiale. A partire dal XIII secolo però, al clero fu impedito di praticare l'arte chirurgica, ritenendo che quest'attività distogliesse i religiosi dalle loro pratiche quotidiane. Il Concilio di Reims del 1131 sancì ufficialmente questo impedimento, ribadito nuovamente da Innocenzo III con l'editto del 1215. La proibizione dell'attività chirurgica era dovuta in parte anche alla considerazione sociale che questa pratica aveva: in un bando di Firenze del 1574 venne stilata una scala gerarchica dei mestieri, in cui il chirurgo occupava uno dei gradini più bassi. Un altro motivo di rifiuto dell'attività chirurgica a fini ricostruttivi era dovuto al fatto che molti interventi di ricostruzione nasale andavano a coprire un comportamento sessuale immorale: uno dei segni della sifilide, infatti, era proprio la deturpazione del naso.

## I Vianeo e i Branca
Fu quindi in questo periodo che la pratica chirurgica passò nelle mani di barbieri e mestieranti che operavano clandestinamente, affidandosi all'esperienza più che ad una conoscenza scientifica. Testimonianza di ciò è data dal medico bolognese Fioravanti, il quale narra ne il Tesoro della vita humana di aver incontrato a Tropea una famiglia che "avevano fatto [dell'arte di rifare il naso] una vera e propria magia": i Vianeo (o Boiano). Nonostante ciò I Vianeo non erano gli unici a praticare ricostruzioni di questo genere; in una lettera del 1503 del poeta Elisio Calenzio si fa riferimento ad un'altra famiglia situata in Sicilia, i Branca. I primi a dedicarsi a questa specialità furono Gustavo e Antonio Branca di Catania (1450) i quali utilizzarono lembi cutanei delle guance e della zona interna della bocca per rivestire le lesioni e ricostruire le narici. Antonio Branca, in particolare, inventò una tecnica che prevedeva l’uso di un lembo peduncolato del braccio che doveva rimanere unito al moncone del naso per un periodo di tempo sufficiente a permettere la ricostruzione e la rivascolarizzazione dei tessuti utilizzati per la ricostruzione della piramide nasale.
Secondo alcuni storici, Fioravanti sarebbe sceso in Sicilia per cercarli, imbattendosi poi, sulla via del ritorno, nei Vianeo.
Secondo altre fonti poi, questi ultimi avrebbero tratto insegnamento dai Branca, inviando segretamente un membro della loro famiglia ad imparare. In realtà la tecnica utilizzata dai Vianeo, che consisteva nel prelevare un lembo di pelle dal braccio, posizionato per due settimane vicino al viso in modo da irrorare la pelle che andava ad attecchire, per poi tagliare l'ultimo quarto di lembo, era un'evoluzione della tecnica dei Branca, ancora fedele al “metodo indiano”.

## Gaspare Tagliacozzi
Un punto di svolta importante per la medicina estetica si ebbe nel 1597 con la pubblicazione dell'opera De curtorum chirurgia per insitionem del medico Gaspare Tagliacozzi. Quest'opera è da considerarsi il primo trattato di chirurgia estetica occidentale.
In esso il medico descrive attentamente la tecnica di ricostruzione nasale che prenderà il nome di "metodo italiano", suddividendola in più fasi. Essa traeva spunto proprio dalla tecnica utilizzata dalle famiglie italiane sopra citate ma implementata di numerosi migliorie procedurali tra cui l'utilizzo di strumenti specifici quali le forbici e le tenaglie.
Un'opera del genere poneva interrogativi etici: la medicina aveva il compito di curare, non di migliorare parti del corpo. A tali quesiti il medico bolognese rispondeva sottolineando come interventi di questo genere ridavano integrità ad organi che la natura stessa aveva fornito, permettendo di compiere nuovamente le funzioni a loro attribuite.

## Joseph Carpue

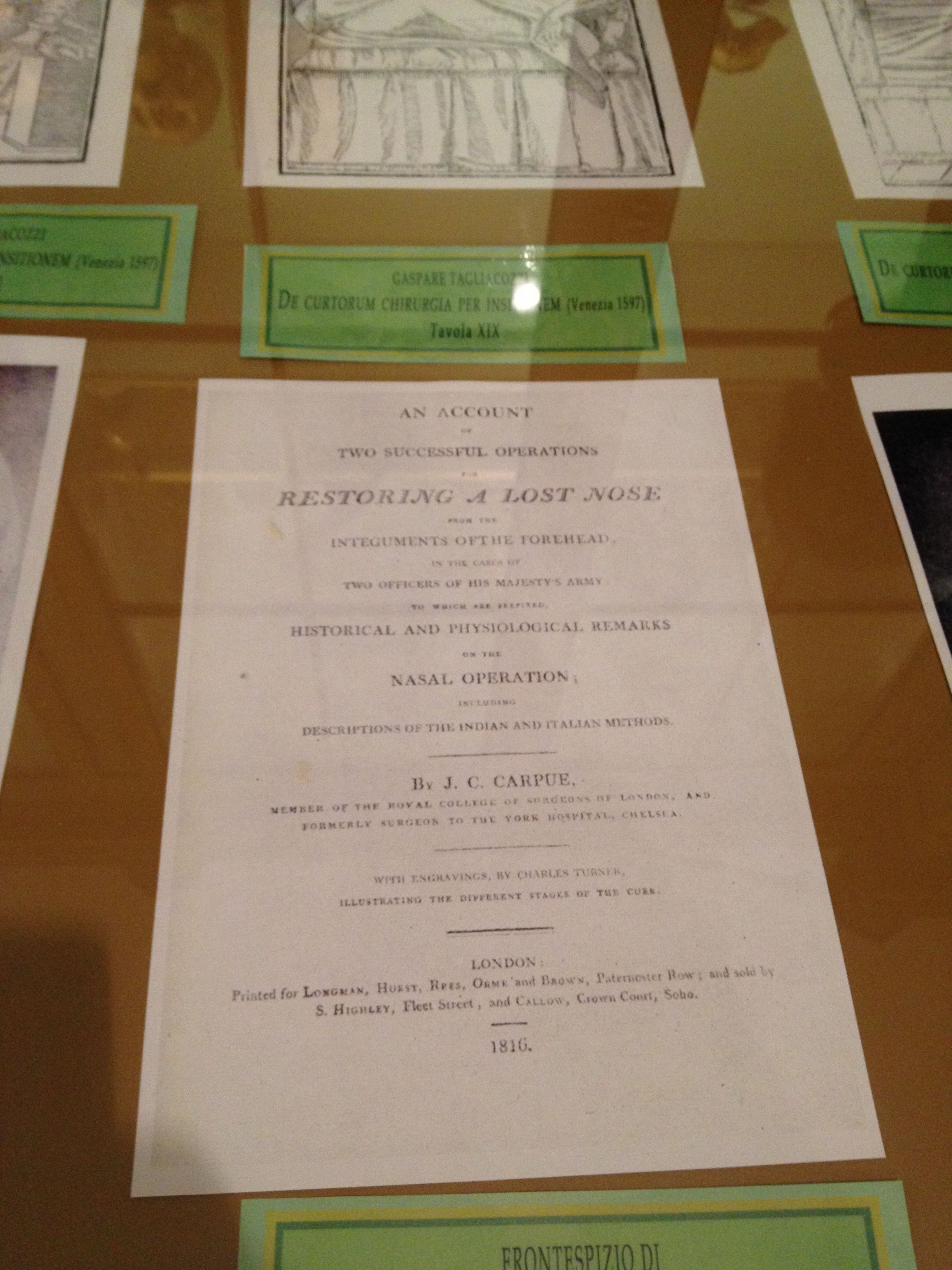
Documentazione conservata presso il museo per la storia dell'università di Pavia

Nell'ottobre del 1794 ci si avvicinò a quello che poi venne chiamato metodo indiano di rinoplastica, attraverso una foto comparsa sul giornale Gentleman's Magazine, che insieme a una testimonianza raccontava la storia di un uomo indiano di nome Cowasjee, a cui vennero tagliati il naso e una mano come pena per l'adulterio.
L'operazione cominciò applicando uno strato di cera sul moncone di naso, poi posato sulla fronte e venne ritagliato uno strato di pelle equivalente a quello della cera, lasciando una sottile striscia in mezzo agli occhi per consentire la circolazione sanguigna. In seguito venne praticata un'incisione intorno alle narici e la pelle della fronte venne tirata giù capovolta con i lati inseriti nelle incisioni così da formare il nuovo naso. Le particolarità che sono state scoperte dal chirurgo Joseph Carpue riguardavano la durata, gli strumenti utilizzati e in particolare le metodologie di preparazione. Prima dell'operazione infatti fu somministrata una bevanda alcolica e il paziente dovette giacere immobile sul pavimento. Di solito dopo queste operazioni il naso risultava sempre saldo, di buon aspetto e la cicatrice col tempo risulta appena riconoscibile. Carpue era ritenuto insuperabile, in quanto il primo scopritore della chirurgia nasale, anche se Dieffenbach riprendendo il suo lavoro lo perfezionò notevolmente.

## La riscoperta della chirurgia estetica e ricostruttiva
Riconoscendo l'importanza della chirurgia in ambito medico, soprattutto grazie lo sviluppo dell'anestesia, la chirurgia estetica trasse un notevole impulso. In particolare il termine plastica, riferito ad un intervento chirurgico, apparve per la prima volta nella monografia di Carl Ferdinand Von Graefe, Rhynoplastik, nel 1818.
La chirurgia estetica, insieme alla chirurgia ricostruttiva, rinacque come arte professionale solo dopo la prima guerra mondiale in risposta alle emergenze scatenate dalle guerre di trincea, tanto gravi dal punto di vista sociale quanto dal punto di vista chirurgico. Da ricordare l'istituzione nel 1915, dopo un incontro (suggerito dall'illustre dottor William Osler) tra l'ambasciatore britannico Robert Bacon e il rettore dell'università di Harvard James Lowell, del primo Corpo medico della Royal Army della quale fecero parte numerosi luminari della chirurgia ricostruttiva maxillofacciale definiti come la "prima generazione" di chirurghi plastici, tra cui il chirurgo-dentista Varaztad Kazanjian, ritenuto il fondatore della chirurgia plastica moderna.
Lo sviluppo individuale della chirurgia plastica ed estetica cominciò durante la Prima Guerra Mondiale grazie al chirurgo e professore ceco Frantisek Burian. Già nel 1927 il professor Burian costituì in Praga il primo reparto di chirurgia plastica e ricostruttiva nel mondo. Grazie al suo costante impegno, nel 1932 la chirurgia plastica fu riconosciuta come ramo indipendente nella medicina generale. Il professor Burian si dedicò soprattutto allo studio delle deformità della schisi del viso e ai trapianti dei tessuti.
Dall'esperienza fornita dal fronte si notò la necessità, come disse sir Frederick Treves nel suo famoso Manual of Operative Surgery, di separare queste branche dalla chirurgia generale, proprio per le abilità che esse richiedevano: ingegnosità, accortezza e attenzione per i dettagli. Risale invece al 1919 il manuale di chirurgia plastica pubblicato dal dottor John Staige Davis, Plastic Surgery, definito dall'eminente chirurgo plastico Frank McDowell "il primo testo in inglese valido con quel titolo". Nonostante ciò erano ancora numerose le critiche a questi "ciarlatani" o "dottori della bellezza" che sfruttavano la bellezza come business. Molti esponenti di questa scuola di pensiero, tra cui il rabbino Jakobovitz affermarono che la chirurgia estetica violava il giuramento di Ippocrate; Papa Pio XII, nel 1958 ammonì i chirurghi plastici affermando che era moralmente illecito operare al fine di aumentare il potere seduttivo, inducendo più facilmente gli altri a commettere peccato. Sindacati, movimenti sociali (tra cui il femminismo), sostenitori dei diritti civili si unirono alla causa mossa da coloro che non erano favorevoli all'avvento della chirurgia estetica, accusata di stravolgere il contesto sociale e culturale statunitense.
Alla fine dell'estate del 1921 il dottor Henry Sage Dunhead, insieme ai dottori Truman W. Brophy e Frederick B. Moorehead, costituì l'Associazione Americana di chirurghi plastici (AAPS, American Association of Plastic Surgeons), di cui fu presidente Joseph E. Sheehan, noto chirurgo plastico statunitense; grazie a questo avvenimento, la chirurgia plastica iniziava a diffondersi più come fenomeno culturale che medico.
Nell'agosto del 1923 l'attrice e star Fanny Brice si sottopose a rinoplastica, fornendo un forte impulso e visibilità della chirurgia estetica nella società nordamenricana.

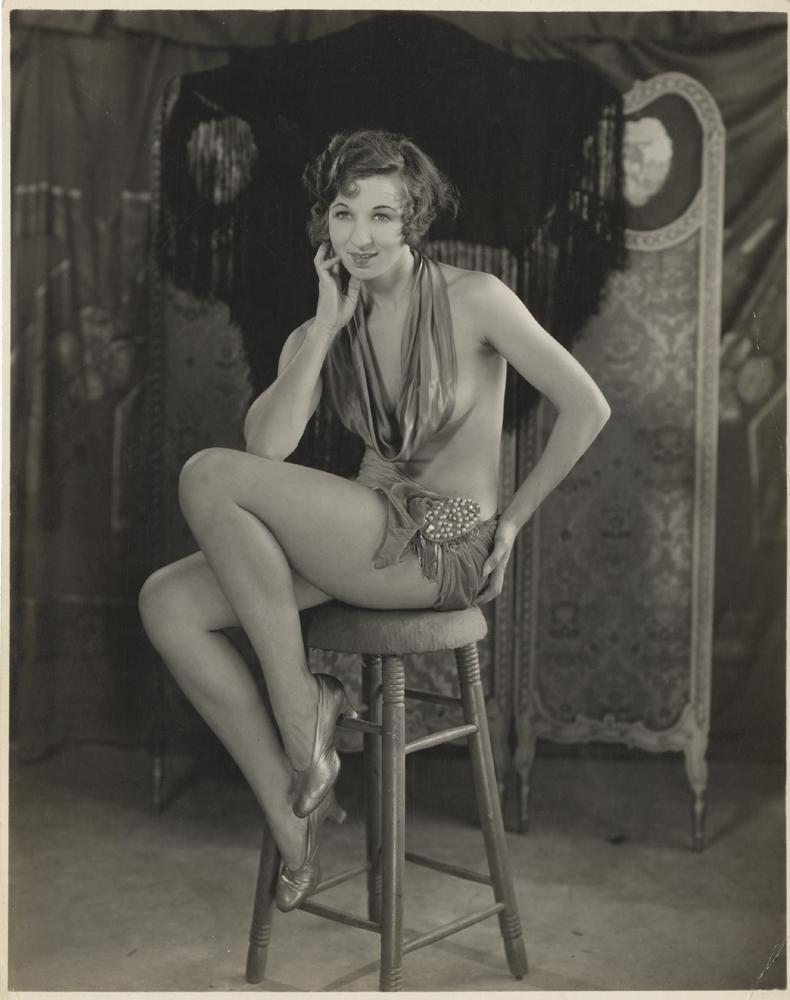
L'attrice Fanny Brice, sottopostasi a intervento di rinoplastica nel 1923

In Italia, il più grande esponente del Novecento in questo settore fu Gustavo Sanvenero Rosselli. Dopo aver studiato chirurgia plastica a Parigi, Rosselli tornò a Milano per lavorare in una clinica per i feriti di guerra. In quella situazione diede avvio ad un'attività concentrata nel settore ricostruttivo.
Andò avviandosi un vero e proprio riconoscimento scientifico di questa branca. In Svezia fu organizzato, nel 1955, il primo Congresso Internazionale di chirurgia estetica e in Italia fu inaugurato nel 1958 il reparto di chirurgia plastica nell'ospedale Sant'Eugenio.
Nel 1928 Suzanne Noel pubblicò La chirurgie esthètique. Son role social. In esso la scrittrice sottolineava l'importanza, tanto per le donne quanto per gli uomini, della chirurgia estetica in rapporto alle prospettive lavorative.

## La Svolta e i "Big Six"
La svolta avvenne nel panorama medico degli Stati Uniti, ricco di figure di spicco della chirurgia plastica del ventesimo secolo.
La chirurgia estetica della prima metà del ventesimo secolo assunse maggiore importanza con la figura di Charles C. Miller(1880-1950), considerato da molti il padre della chirurgia estetica. Da altri ritenuto un ciarlatano tanto da non pubblicargli gli articoli, allora nel 1927 decise di pubblicare personalmente la prima rivista statunitense del settore, la Dr Charles Conrad Miller’s Review of Plastic and Aesthetic Surgery. Considerato come un luminare della chirurgia plastica, nei suoi articoli Charles Miller perorava su tecniche innovative come la dissezione sottocutanea al fine di evitare la formazione di rughe e zampe di gallina. Charles Miller riuscì, attraverso la sua passione e costanza, a far riconoscere, mediante argomentazioni convincenti e pertinenti, la competenza dei chirurghi plastici e le potenzialità della chirurgia estetica, la cui domanda da parte della collettività era divenuta troppo alta per essere ignorata. La chirurgia estetica contribuiva secondo Charles Miller alla futura felicità e pace mentale del paziente e per questo considerava questa disciplina come stimolante e gratificante.
Difficili da sedare furono le ultime resistenze a questa nuova branca della chirurgia, soprattutto da parte di Dorothy Cocks, scrittrice e giornalista che trattò l'argomento per la rivista Good Housekeeping nel 1930; secondo lei l'atteggiamento nei confronti della pubblicità e dell'autopromozione erano i criteri principali per individuare i "ciarlatani palesi" (ossia coloro che utilizzavano i mezzi di comunicazione di massa per pubblicizzare i loro servigi, tra cui le stesse riviste Good Housekeeping, Vogue, TIME, Harper's Bazaar, Ladies Home Journal, Esquire, Newsweek e Hygeia), i "semi-ciarlatani" (coloro che utilizzavano la pubblicità in maniera indiretta, associandosi all'industria cinematografica) e i "chirurghi veramente etici" (coloro che si astenevano dall'autopromozione e che rifiutavano l'dea di diventare "dottori della bellezza").
Dopo la figura di Charles C. Miller, furono sei le altre personalità di spicco nel panorama medico newyorkese tra il 1921 e 1941 che modellarono la chirurgia plastica statunitense e quindi mondiale del ventesimo secolo; essi furono Vilray P. Blair, Jacques W. Maliniak, Joseph E. Sheehan, Maxwell Maltz, John H. Crum e Henry J. Schireson.
Decisamente rilevante fu l'operato di Vilray Blair, chirurgo plastico di fama internazionale, che fondò la Commissione statunitense di chirurgia plastica (ABPS, American Board of Plastic Surgery), di cui fu tesoriere e alla quale iniziò a prestare attenzione nel 1935; la presidenza fu assegnata a John S. Davis. Tra le figure di spicco di questa associazione ci fu anche Jerome Webster, allievo, occhi e orecchie di Blair. Per accedere all'Abps era necessario disporre di numerose credenziali tra cui, oltre che una laurea in medicina, anche una in odontoiatria. Per la prima volta la certificazione della commissione offriva sia ai medici sia ai consumatori la possibilità di distinguere tra chi era un chirurgo plastico e chi no.
All'indomani della fondazione di questa associazione, il chirurgo plastico Maliniak sentì la necessità di fondare un'organizzazione di categoria più ampia, i cui criteri di selezione non fossero basati su requisiti di laurea specifica. Proprio per questo venne fondata nel 1931 la Società statunitense di chirurgia plastica (ASPRS, American Society of Plastic and Reconstructive Surgeons), la quale reclutava tra le sue file ogni specialista della chirurgia estetica dotato di curriculum eccellente in termini sia di istruzione sia di esperienza; da chirurghi ottici a otorinolaringoiatri, da chirurghi orali a dermatologi, l'ASPRS stava divenendo l'organizzazione più ampia e autorevole della disciplina. Dopo varie peripezie burocratiche, Maliniak, insieme a Sheehan e Blair, venne riconosciuto tra i fondatori dell'ASPRS.
Tra il 1937 e il 1941 la chirurgia plastica fu riconosciuta come disciplina indipendente; inizialmente associata alla Commissione Statunitense di Chirurgia, nel 1941 la Commissione statunitense di chirurgia plastica era a capo ormai di un importante branca a sé stante. Dopo aver operato una differenziazione tra chi esercitava già la professione, i chirurghi plastici cominciarono a definire un programma standardizzato di istruzione e di formazione, attinente a numerosi campi correlati fra cui la chirurgia generale, toracica e orale, la dermatologia, l'otorinolaringoiatra, l'oftamologia e l'odontoiatria che avrebbe preparato i giovani chirurghi a entrare nel campo, e adottarono un rigido esame di qualificazione.

## Eziologia del desiderio di cambiamento
Oltre che per un miglioramento estetico, la chirurgia estetica fu vista, soprattutto negli Stati Uniti di fine Ottocento e inizi Novecento, come possibilità di assimilazione sociale. Il desiderio di eliminare i segni fisici della razza o dell'appartenenza etnica era largamente diffuso. Gli interventi motivati dall'appartenenza ad una determinata etnia si concentravano essenzialmente sui tratti più identificabili: per gli ebrei si trattava del naso, per gli asiatici degli occhi e per gli afroamericani del naso e delle labbra. Il desiderio di "non essere stigmatizzato come diverso" contribuì al desiderio di conformità fisica, proprio perché i pazienti volevano essere visti come individui anziché come appartenenti a gruppi "estranei"; nessuno dei pazienti era intenzionato a cambiare connotati per negare le proprie origini o convertirsi ad un'altra religione ma trovavano inaccettabili i pregiudizi che venivano attribuiti alla loro "classe". Inerenti a queste tematiche furono numerosi gli studi sociologici, eugenetici, fisiognomici, talvolta razzisti. Si giunse quindi a definire i lineamenti europei e nordamericani come i canoni di bellezza a cui riferirsi, giungendo pertanto ad un'omogeneizzazione delle culture mondiali.

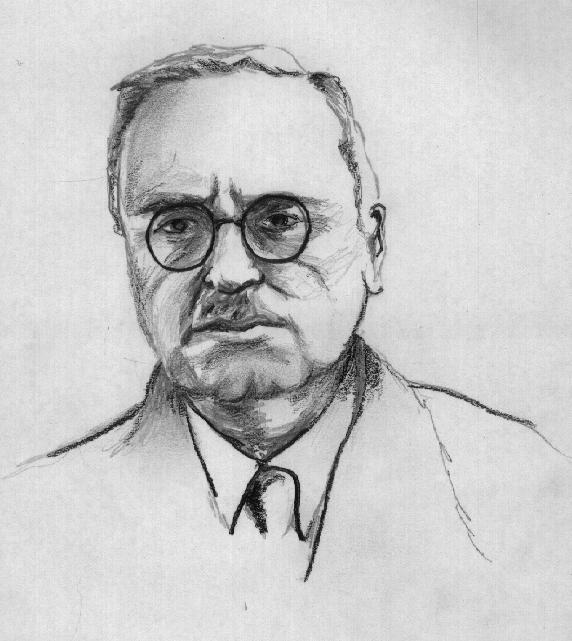
Ritratto dello psichiatra, psicoanalista, psicologo e psicoterapeuta austriaco Alfred Adler

La convinzione che l'aspetto fisico fosse di cruciale importanza per il successo della vita moderna fu rafforzato dalla cosiddetta "parabola della prima impressione", secondo la quale la prima impressione decreterebbe all'istante il successo o il fallimento. In quegli anni i chirurghi stavano acquisendo dimestichezza con il concetto di notorietà e si stavano convincendo che essa avesse requisiti molto severi. Questo ramo della chirurgia, inizialmente deriso, stava diventando sempre più "psichiatrìa con il bisturi". Secondo il chirurgo di Detroit Claire S. Straith:
(Claire S. Straith)
Il complesso di inferiorità, dunque, divenne l'anello fondamentale della tesi autoreferenziale che i chirurghi plastici formularono per giustificare l'esercizio della loro professione. La chirurgia estetica infatti non permetteva solamente ai pazienti di ricevere sollievo dal dolore e dalle malformazioni ma anche di ripristinare le funzioni basiche dell'essere umano e soprattutto di assicurare la possibilità ai pazienti di guadagnarsi da vivere, attraverso un intervento indiretto sulla personalità. Molti erano contrari a questa concezione di chirurgia, che sostituiva l'enfasi religiosa e l'esaltazione dell'anima al concetto di autoperfezionamento morale al fine di sottolineare l'importanza della presentazione del sé.
Secondo lo psicanalista Adler questo bisogno di cambiamento scaturiva dal complesso di inferiorità; i sentimenti di inferiorità sono, secondo lo psichiatra austriaco, intrinseci e naturali negli infanti, ai quali veniva ricordata la propria mancanza di potere rispetto a genitori e ai fratelli più capaci. Tali sentimenti divenivano negativi solo se venivano distorti durante l'adolescenza, se, per esempio, subivano continuamente fallimenti perché si assumevano compiti che andavano al di là delle loro capacità. Viceversa questi sentimenti si sarebbero tradotti in "lotta mirata per la superiorità" o in un adattamento vincente all'ambiente sociale. L'opera di Adler pertanto offriva un mezzo per superare il dibattito sull'ereditarietà e sull'ambiente, ma anche il "divario tra lo sviluppo fisico e mentale". Era dunque necessario sottolineare la grande importanza sociale, economica e psicologica di tale disciplina chirurgica proprio perché le reazioni dovute ad un'anormalità fisica si sarebbero tradotte in un difetto mentale (e anche viceversa).
I chirurghi plastici continuavano ad essere i più veementi i sostenitori dell'esistenza di un legame tra deformità e patologia mentale. La chirurgia estetica era diventata uno dei mezzi per avere successo in un mondo competitivo. Da qui il bisogno di lifting e rinoplastiche per ritornare agli anni d'oro e riottenere il fascino perso; oramai il termine bellezza era diventato sinonimo di giovinezza. Dal punto di vista filosofico iniziava a diffondersi una distinzione tra corpo soggettivo e corpo oggettivo, tra il corpo come essere e il corpo come avere; nella maggior parte dei casi, i pazienti che si sottoponevano a chirurgia plastica percepivano una netta separazione, una mancanza di armonia tra l'io e il proprio corpo che non rispecchiava l'essere profondo del paziente.
La crescita della chirurgia plastica negli anni postbellici fu impressionante. Nel 1952 cinquantadue delle settantadue facoltà di ottimo livello degli Stati Uniti offrivano la possibilità di effettuare un tirocinio in chirurgia plastica. Nel 1960 la Commissione Statunitense di chirurgia plastica annunciò che i numeri di tale specialità erano triplicati dalla sua creazione vent'anni prima. Le riviste e i quotidiani più in voga offrivano non più critiche ma buona pubblicità, consigliando ai lettori, sia uomini che donne di rivolgersi alla Commissione per ottenere informazioni.

## L'innovazione e i primi interventi invasivi
Il dottor Robert Gersuny di Vienna promosse per primo l'uso di paraffina per aumentare il volume del seno verso la fine dell'Ottocento, ma si scoprì che la paraffina nel seno causava più problemi di quelli che provocava se iniettata in altre parti del corpo. Questo intervento fu considerato l'inizio della mastoplastica additiva. Si notò successivamente che la paraffina, miracolosa inizialmente, aveva l'abitudine di spostarsi ma soprattutto poteva portare alla formazione di paraffinomi (forma tumorale della cute), se i pazienti trascorrevano molto tempo al sole. Questa pratica cadde in disuso verso il 1920.
Tra gli anni venti e trenta alcuni chirurghi fecero degli esperimenti con una tecnica detta "trapianto di grasso autologo", in cui il tessuto grasso veniva trasferito chirurgicamente dall'addome e dai glutei al seno, ma successivamente scoprirono che il corpo tendeva a riassorbire il grasso in fretta, a volte in modo deforme, e che le masse che derivavano da tale processo rendevano difficile la diagnosi precoce del cancro.
La maggior parte dei chirurghi cominciò ad affrontare la questione dei seni piccoli solo dopo la seconda guerra mondiale.
Secondo un articolo pubblicato sulla rivista specialistica Plastic e Reconstructive Surgery nel 1950, l'entusiasta sostenitore delle chirurgia estetica H.O. Bames individuò tre tipi di deformità mammarie: l'ipomastia, ipermastia e gigantomastia. I chirurghi avevano scoperto come trattare le ultime due ma solo in questo periodo stavano cominciando a rendersi conto che la prima era altrettanto degna di considerazione. Bames propose il "rimodellamento" del seno per creare compattezza, un profilo conico e la pienezza alta del seno. Per far ciò Bames proponeva innesti di grasso libero con grasso gluteale accompagnato da tessuto connettivo, il quale essendo ricco di vascolarizzazione avrebbe potuto risolvere i problemi incontrati nelle precedenti tecniche di trapianto di grasso. Nonostante ciò i chirurghi si accorsero che tali innesti portavano all'assimetria e ad evidenti cicatrici.
Mentre Bames cercava di compensare il seno con i glutei, un altro chirurgo di Hollywood passò sotto le luci della ribalta: Robert Alan Franklyn, chirurgo plastico di Los Angeles, che aveva inventato un metodo nuovo e unico per aiutare gli oltre quattro milioni di donne statunitensi affette dalla grave patologia della micromastia. Franklyn infatti aveva notato l'utilità di una nuova gommapiuma sintetica (il cosiddetto poliuretano) inventata dai chimici tedeschi durante la guerra; essa era leggerissima, durevole, resistente ai batteri e funghi, anallergica e facile da sterilizzare e modellare.
Dagli anni cinquanta in poi si sperimentarono numerosi materiali innovativi, dall'alcol polivinilico all'impianto di protesi di soluzione salina o gommaspugna in Ivalon, Etheron, o Hydron. Mentre le protesi di soluzione salina mostravano una preoccupante tendenza a sgonfiarsi da sole, i materiali porosi come l'Ivalon causavano problemi legati all'indurimento del seno e alla difficile rimozione della protesi stessa. Altri chirurghi, invece, prescrivevano semplicemente iniezioni di estrogeni per l'aumento "naturale" del seno.
Fu in questo decennio che si sviluppò maggiormente l'uso del silicone, considerato il prodotto miracoloso dell'industria statunitense; il silicone permetteva una maggiore coagulazione del sangue e quindi per i suoi molteplici effetti venne utilizzato per produrre anche tubi di gomma e shunt per drenare meglio i liquidi corporei. Si provò dunque ad iniettare silicone liquido per l'aumento del seno ma si notò l'elevata incidenza di carcinoma e di tumori alla mammella dovuti a questo tipo di iniezioni. Oltre a ciò le iniezioni nascondevano e rendevano più complicata la rilevazione di queste patologie.
Nel febbraio del 1961, delusi dai risultati ottenuti e osservati con le protesi di spugna, i chirurghi Thomas Cronin, allora primario di chirurgia plastica del St. Joseph Hospital di Houston, (Texas) e il suo specialista interno Fank Gerow si incontrarono con la Dow Corning Corporation, uno dei principali produttori nazionali di protesi al seno in gel di silicone, per discutere le alternative. Il risultato finale, la prima protesi mammaria Silastic, un involucro di gomma al silicone riempito con silicone liquido, fu impiantata nel marzo del 1962. Tra il 1964 e il 1994 furono introdotti nuovi modelli con cadenza quasi annuale, ma l'intervento rimase essenzialmente lo stesso. Questo tipo di protesi permetteva la ricostruzione del seno anche per le pazienti costrette all'asportazione del seno dovuta alla presenza di neoplasie. Non considerando l'eventualità della rottura delle protesi e l'eventuale insorgenza a seguito dell'operazione di ematomi, dolore, complicanze e rigetto dell'impianto se presenti nel paziente malattie autoimmuni (come la sclerodermia, il lupus eritematoso sistemico o l'artrite reumatoide), condizioni nelle quali è assolutamente controindicato l'uso di protesi mammarie, della possibile perdita di sensibilità ai capezzoli e contrattura capsulare, le richieste aumentarono.
Solo in seguito a denunce, che portarono la casa di produzione delle protesi ad uno dei più grandi risarcimenti per danni, nel 1992 venne emanata da una commissione di esperti della FDA una moratoria sulla distribuzione delle protesi, limitate a casi di mastectomia. Ciò provocò uno scontro violento tra associazioni di consumatori e medici sulla considerazione della volontà della paziente di sottoporsi ad intervento al solo fine estetico. L'anno seguente la sospensione temporanea della distribuzione, della commercializzazione e dell'impianto delle protesi in silicone venne bloccata; questa decisione rispecchiava l'opinione culturale comune negli Stati Uniti, secondo cui ciò che le persone decidevano di fare con il proprio tempo, denaro e corpo, fosse affar loro. Secondo alcuni, tale vicenda rappresentò uno dei tanti capitoli nella storia di noncuranza verso la salute delle donne; altri erano del parere che le protesi mammarie rappresentassero uno dei molti casi in cui i potenziali legislatori si erano piegati alla potente lobby della medicina organizzata.
Alla fine del secolo, prima con le rinoplastiche, poi con i lifting facciali e agli occhi, quindi il rimodellamento del mento, l'aumento del seno e la lipectomia, il trapianto di capelli, le protesi al petto, ai polpacci, per non parlare delle iniezione di collagene e botulino, i chirurghi e i pazienti avevano cercato, spesso trovandoli nuovi rimedi per quelli che erano percepiti come problemi di inferiorità e inadeguatezza degli esseri umani.

## La fine del dominio statunitense
Oggigiorno la chirurgia estetica non è più un fenomeno tipicamente statunitense, come sembrava nel 1960. Tuttora i chirurghi statunitensi importano, oltre che esportare tecniche: la liposuzione, infatti, uno dei fenomeni più importanti degli ultimi anni, è nata in Francia.
Negli anni settanta il chirurgo brasiliano delle celebrità Ivo Pitanguy si vantava di essere uno fra i primi ad aver sperimentato le tecniche chirurgiche per scolpire il corpo, che invece gli statunitensi avevano paura di provare. Nel 1995 il chirurgo russo Igor A. Volf disse al New York Times:
(Igor A. Volf)

## Gli uomini e la chirurgia estetica
Con un iniziale rifiuto per questa tipologia di interventi, anche gli uomini furono affascinati dall'idea di modellare a piacimento il loro corpo. Mentre verso gli anni cinquanta l'uomo che si sottoponeva a interventi di chirurgia estetica veniva deriso come "narcisista", "vanesio" o "effeminato", nei primi anni sessanta le barriere che avevano tenuto gli uomini alla larga dagli studi dei chirurghi cominciarono ad andare in frantumi. Infatti sempre più e più uomini vennero persuasi dalla nuova etica dell'autoperfezionamento e della presentazione personale, notando i vantaggi, soprattutto economici che un intervento estetico poteva offrire. Nel 1994, negli Stati Uniti gli uomini rappresentavano il 26% dei pazienti di chirurgia estetica.